# Логотетис, Анестис
Анестис Логотетис (нем. Anestis Logothetis, 27 октября 1921[…], Бургас — 6 января 1994, Вена) — австрийский композитор.

## Биография
Родился в Пиргосе в 1921 году в греческой семье. В 1934 году вместе с родителями переехал в Салоники, где окончил немецкую школу. В 1942 году переехал в Австрию, где до 1944 года изучал инженерное дело в Венском техническом университете. Позднее учился в Венской академии музыки, которую окончил в 1951 году. Среди преподавателей, обучавших Логотетиса композиции, были Альфред Уль и Эрвин Рац.
В 1952 году получил австрийское гражданство. На протяжении 1950-х — 1960-х годов неоднократно посещал Дармштадтские курсы новой музыки, в 1957 году работал в Кёльнской студии электронной музыки. В 1960 и 1963 годах творчество композитора было отмечено премией Теодора Кёрнера, в 1985 году Логотетис был награждён Музыкальной премией Вены. Умер от рака в 1994 году.

## Творчество
До конца 1950-х года Логотетис работал в технике сериализма, используя традиционную музыкальную нотацию. Позже композитор перешёл к оригинальной графической нотации, разработанной под влиянием невменной византийской традиции, а также отказался от записи музыки на нотном стане. Одной из первых графических партитур композитора стала «Компрессия» (1959) для любого состава инструментов. Авторству композитора также принадлежат произведения в области конкретной и электронной музыки.